# Zegel (stație de premetrou din Antwerpen)
Zegel (în neerlandeză Premetrostation Zegel) este o stație a premetroului din Antwerpen, care face parte din rețeaua de tramvai din Antwerpen. Stația este situată în districtul Borgerhout, sub strada Turnhoutsebaan, la intersecția cu Zegelstraat și Sint-Janstraat. Mulți ani la rând Zegel a fost o stație fantomă, fiind situată pe o secțiune închisă a premetroului. Începute în 1977, lucrările la stație au fost stopate în 1981 și au fost reluate abia în 2013. Zegel a fost inaugurată pe 18 aprilie 2015, odată cu Tunelul Reuzenpijp pe care este situată.

## Istoric
Stația a fost inițial proiectată pentru tramvaiele care rulează la suprafață pe Turnhoutsebaan, linia 10 spre Deurne și linia 24, care circulă pe Stenenbrug către cimitirul Silsburg din Deurne. Lucrările la stație au început în 1977, odată cu cele la tunelul Reuzenpijp, dar fost stopate în 1981 și puse de atunci în conservare.
Pe 3 aprilie 2008, ministrul flamand pentru Lucrări Publice, Energie, Mediu și Natură, Hilde Crevits, a răspuns unei interpelări a parlamentarului Ludwig Caluwé că stațiile Drink și Zegel vor fi deschise în cadrul Planului Pegasus, iar liniile de tramvai rapid 10 și 24 vor fi prelungite de la Wijnegem la Malle, respectiv de la Borsbeek la Ranst.
Pe 28 august 2008, Ministrul Flamand al Mobilității, Kathleen Van Brempt, a vizitat tunelul și stația Zegel. La sfârșitul vizitei ea a declarat că tunelul Reuzenpijp, abandonat timp de trei decenii, va fi pus în exploatare.
Pe 1 martie 2013, noul ministru al Mobilității, Hilde Crevits, a anunțat anul 2015 ca dată de deschidere a tunelului Reuzenpijp și a stației Zegel.
În cadrul proiectului LIVAN I, pe 4 martie 2013 au început lucrările de amenajare și utilare a Reuzenpijp. În 2014, în tunel au fost montate șinele și catenara, au fost instalate semnalizarea și iluminatul de urgență. Inaugurarea a avut loc pe 18 aprilie 2015, iar Zegel (Livan I RVP 4) a fost singura stație de pe traseu care a fost deschisă. Tunelul și stația Zegel sunt deservite de tramvaiele liniei 8, care circulă prin premetrou între centrul orașului Antwerpen și rampa de ieșire la suprafață din strada Herentalsebaan, continuând apoi până la parcarea P+R de la sensul giratoriu din Wommelgem.

## Caracteristici
Zegel este cea mai estică stație în exploatare de pe ramura de est a premetroului din Antwerpen. Holul de la nivelul -1 are o lungime de peste 200 de metri și comunică spre exterior prin intermediul a două intrări: una de nord, situată la intersecția străzilor Turnhoutsebaan și Sint-Janstraat, și una de sud, la intersecția Turnhoutsebaan cu Zegelstraat. Precum în majoritatea stațiilor situate pe Reuzenpijp, cele două linii de tramvai se află la niveluri diferite. Linia către ieșirea din oraș este cea mai adâncă, fiind construită la aproximativ 25 de metri sub nivelul străzii. 
Cele două peroane au 60 de metri lungime fiecare. Stația este accesibilă persoanelor cu mobilitate redusă cu ajutorul a două ascensoare.

## Imagini

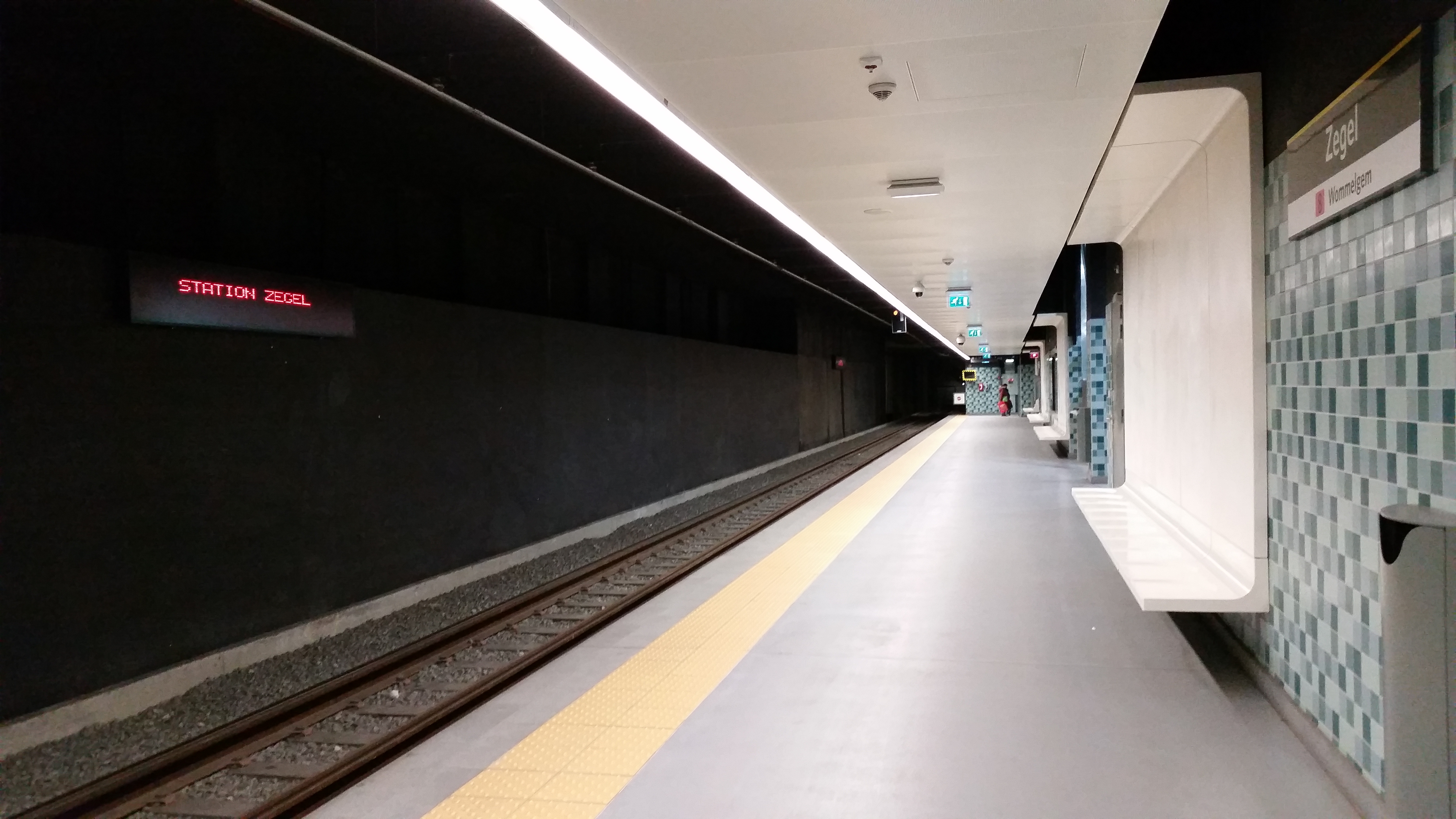
Peron al stației Zegel.
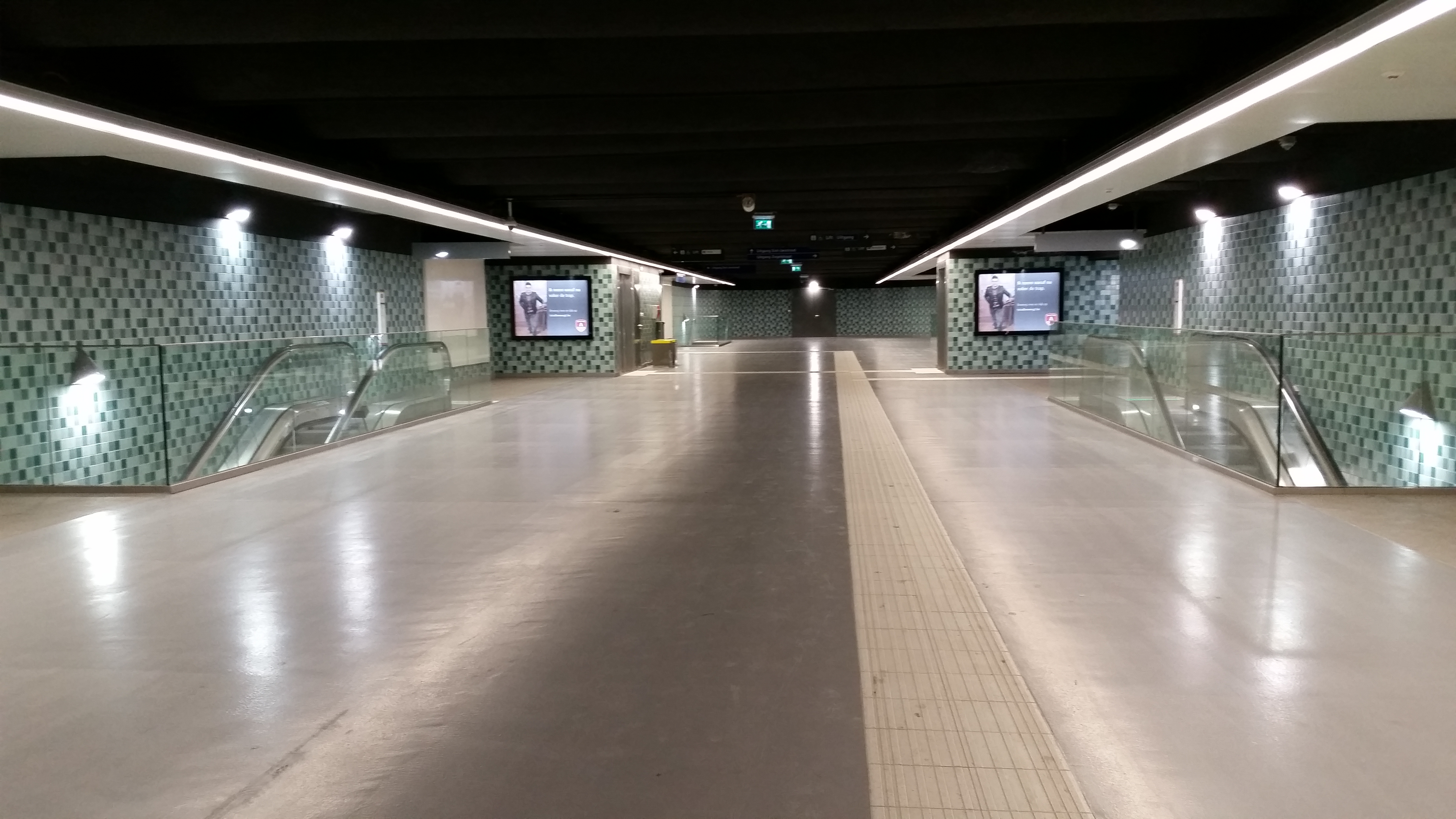
Holul central al stației Zegel.
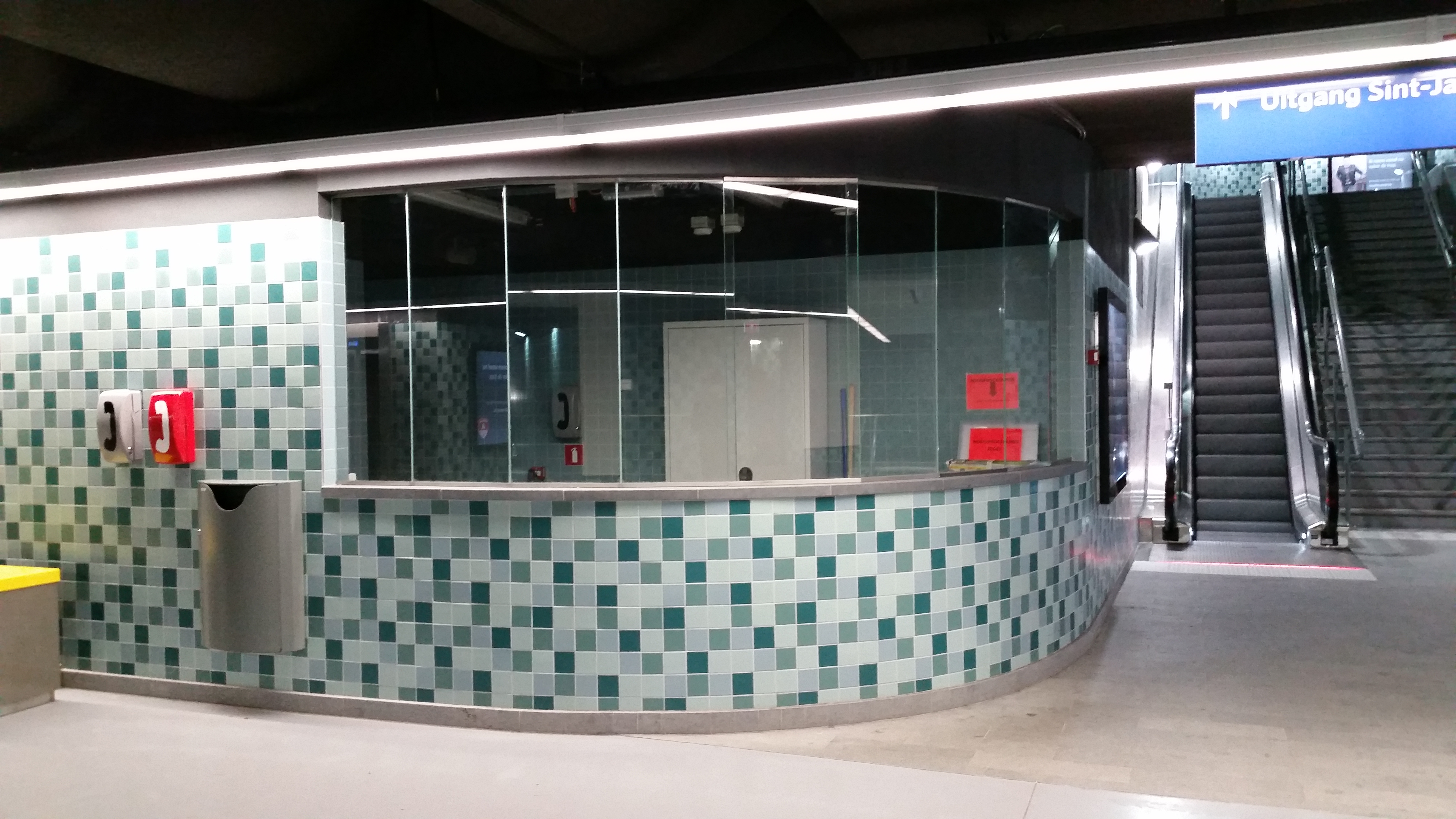
Casele de bilete neutilizate ale stației Zegel.
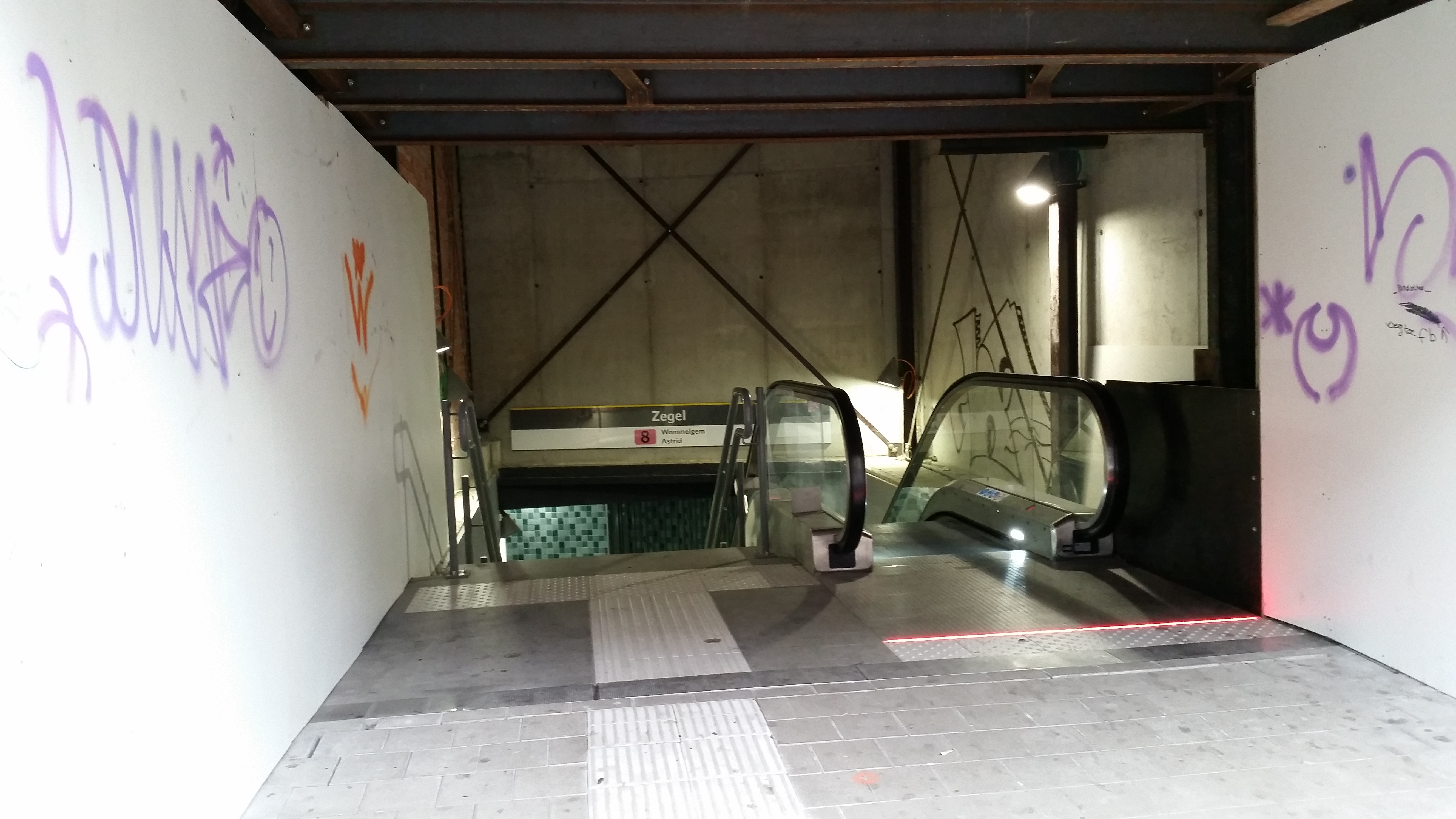
Intrarea în stația Zegel.
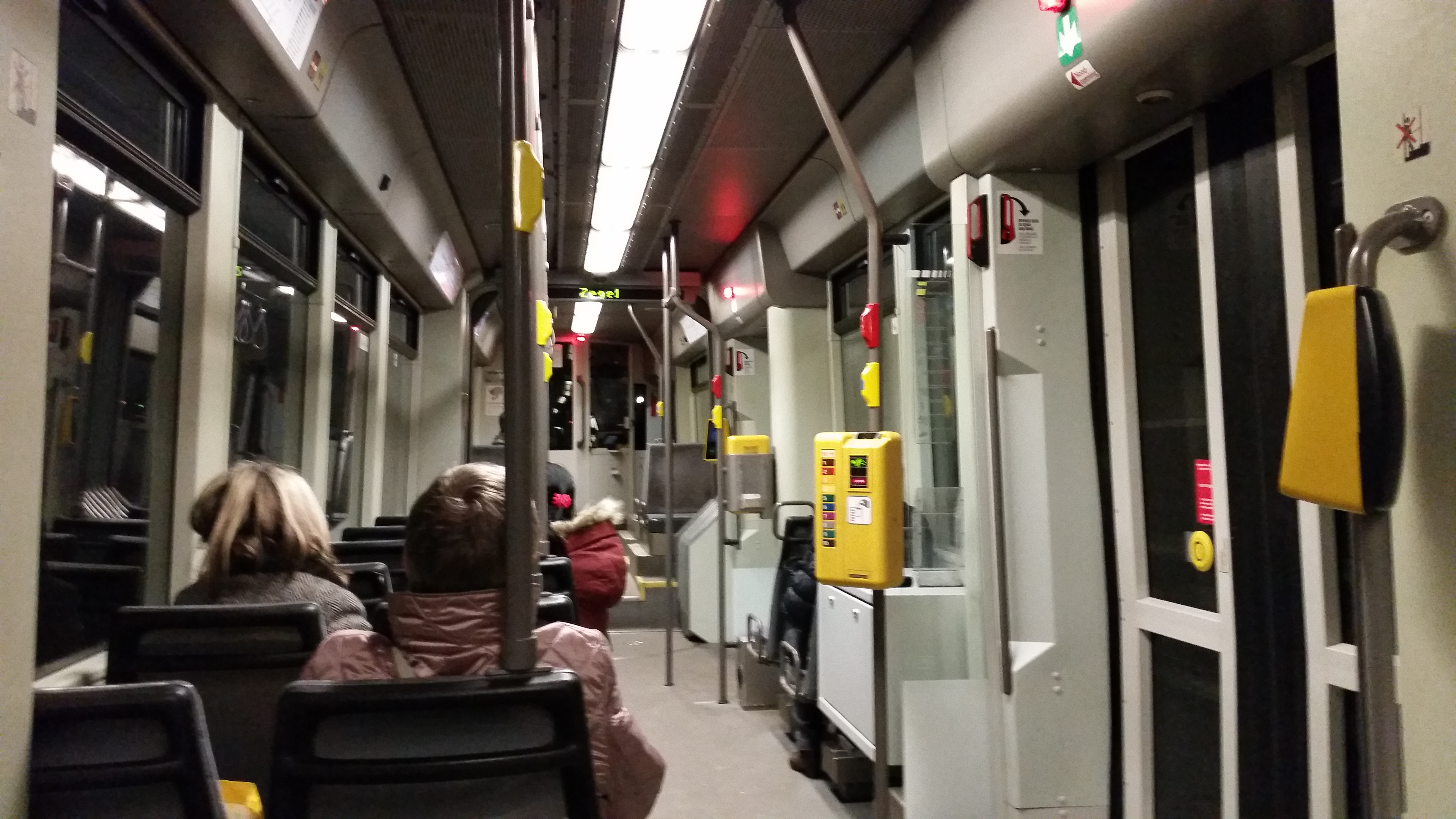
Stația Zegel presemnalizată într-un tramvai HermeLijn ca următoarea oprire.